# Katrina Elam
Katrina Ruth Elam (født 12. december 1983 i Bray, Oklahoma) er en amerikansk countrysangerinde. Hun skrev kontrakt med Universal South Records i 2004 og udgav sit debutalbum Katrina Elam samme år, hvilket nåede Top 40 på Billboard Hot Country Singles & Tracks (nu Hot Country Songs) med 29. pladsen "No End in Sight" og 59. pladsen "I Want a Cowboy". En tredje single, "Love Is", fra et uudgivet andet album Turn Me Up nåede 47. plads. Elam forlod pladeselskabet i 2008.

## Diskografi

### Studiealbum
- 2004: Katrina Elam

### Singler
- 2004: "No End in Sight"
- 2005: "I Want a Cowboy"
- 2006: "Love Is"
- 2007: "Flat on the Floor"

### Musikvideoer
- 2004: "No End in Sight" (instruktør: Peter Zavadil)
- 2006: "Love Is" (instruktør: Trey Fanjoy)